# Altar of Oblivion
«Altar of Oblivion» — датская дум-метал группа, образованная в 2005 г Мартином Мейером «Мендельсоном» Спарватом и Алланом Ларсеном. К настоящему моменту группа выпустила одно демо «The Shadow Era» (2007), полноформатный альбом «Sinews of Anguish» (2009) и мини-альбом «Salvation» (2012). Выход второго полноформатного альбома под названием «Grand Gesture Of Defiance» намечен на 11 сентября 2012 г на лейбле Shadow Kingdom Records. Тексты песен посвящены теме Второй мировой войны.

## Состав
- Мартин Мейер «Мендельсон» Спарват — гитара, клавишные
- Мик Ментор — вокал
- Кристиан Нёргор — бас
- Аллан Ларсен — гитара
- Томас Уэсли Энтонсен — ударные

## Дискография

### Альбомы
- Sinews of Anguish — (2009)
- Grand Gesture Of Defiance - (2012)

### Демо,синглы
- The Shadow Era (Demo) — (2007)
- Salvation(EP) — (2012)